# 松山晃士
松山 晃士（まつやま あきひと、1984年〈昭和59年〉5月27日 - ）は、日本の元プロバスケットボール選手。鹿児島県出身。現役時代のポジションはフォワード。
現在はラ・サール学園寮の寮教諭（2022年現在高校寮教諭）として同学園に勤務している。

## 来歴
鹿児島県立鶴丸高等学校から東海大学に進学し、同期の竹内譲次、石崎巧らとともにインカレ連覇を経験。
卒業後は地元に戻り、鹿児島レッドシャークス（後のレノヴァ鹿児島）に加入。
2011年、bjリーグドラフト会議にて全体3位で信州ブレイブウォリアーズに指名されるが、JBL2の兵庫ストークスに入団。
2014年オフ引退。